# Trillingnutane
Die Trillingnutane (norwegisch für Triplettspitzen) sind eine Gruppe linear angeordneter Nunatakker mit drei Hauptgipfeln im ostantarktischen Mac-Robertson-Land. Sie ragen 5 km südlich der South Masson Range in den Framnes Mountains auf.
Norwegische Kartografen, die sie auch deskriptiv nach ihrer Erscheinung benannten, kartierten sie anhand von Luftaufnahmen, die bei der Lars-Christensen-Expedition 1936/37 entstanden.